# 伊利达尔·比克巴耶夫
伊利达尔·济努罗维奇·比克巴耶夫（羅馬化：Il'dar Zinurovich Bikbayev；1959年2月15日—）是俄罗斯政治人物，第七届国家杜马议员。
1974年至1980年，他在乌法软轴厂担任工人。1985年至1986年，巴什基尔国立大学高级讲师。2013年，比克巴耶夫被任命为巴什科尔托斯坦共和国公共事务部办公室主任。2016年，他当选为第七届国家杜马议员。